# Триъгълник на Пенроуз
Триъгълникът на Пенроуз, още известен като трибар, е изображение, създаващо оптична илюзия за съществуването на невъзможен във физическото пространство предмет.
Трибарът изглежда сякаш е обемен предмет направен от три греди с квадратно напречно сечение, които по двойки се срещат под прав ъгъл и в трите върха на триъгълника, който образуват. Такава комбинация от свойства обаче не може да се осъществи у никой обект от триизмерното пространство. Съществуват обаче триизмерни обекти, които погледнати под определен ъгъл дават илюзията, че притежават описаните по-горе свойства.
Изображения от този тип са правени след овладяване на перспективата и често биват наричани "невъзможни фигури".
Протип на трибара е изобразен първоначално от шведския художник Оскар Ройтерсверд през 1934 г. В 1958 г. британския математик Роджър Пенроуз заедно със своя баща публикуват статия в специализиран журнал, като привеждат илюстрации. Тяхната работа добива популярност и няколко години по-късно холандският график М. К. Ешер започва да я използва в свои картини.
Литографията на М. К. Ешер „Водопад“ (”Waterfall”, 1961) изобразява ручей, който тече на зиг-заг по дългите страни на два издължени триъгълника на Пенроуз и водата сякаш се излива в точка два етажа по-високо от тази, от която е тръгнал пътят ѝ. Така полученият водопад, оформящ късите страни на двата трибара, задвижва водно колело. Ешер услужливо напомня, че за да продължи колелото да се върти, от време на време трябва да се добавя вода, за да компенсира изпаренията.
В началото на 80те г. Книгата на Дъглас Хофстатър Гьодел, Ешер, Бах: една гирлянда към безкрайността става бестселър, който популяризира работата на Мориц Ешер, а за някои популярни издания на корицата е използван трибар. Концепцията на триъгълника на Пенроуз може се разширява и до други многоъгълници, например квадрат, но визуалният ефект не е толкова впечатляващ.